# L'isola degli eroi
L'Isola degli eroi è un programma andato in onda su Boing, e con al corrente 2 edizioni, mandata per la prima volta in onda nel 2018 e condotta da Lorenzo Baglioni.

## Il programma
Dodici ragazzini dai nove ai dodici anni si sfidano in un'isola per il titolo di eroe e un viaggio intorno al mondo affrontando varie sfide a eliminazione.

## Edizioni

### Prima edizione
La prima edizione è stata vinta da Jasmin Petrugan.https://www.instagram.com/jasminpetrugan

### Seconda edizione
La seconda edizione è stata vinta da Matteo.
| Concorrente | 1 | 2         | 3         | 4         | 5         | 6         | 7         | 8         | 9         | 10        | 11        |
| ----------- | - | --------- | --------- | --------- | --------- | --------- | --------- | --------- | --------- | --------- | --------- |
| Matteo      | S | S         | S         | S         | V         | I         | S         | S         | S         | S         | V         |
| Melissa     | I | I         | S         | S         | S         | S         | S         | S         | S         | S         | S         |
| Filippo     | S | S         | S         | S         | S         | S         | S         | S         | S         | S         | T         |
| AnnaZoe     | S | S         | V         | I         | V         | S         | S         | S         | S         | S         | E         |
| Aurora      | S | S         | S         | S         | S         | S         | S         | S         | S         | E         |           |
| Adriano     | S | S         | S         | V         | I         | V         | I         | S         | E         |           |           |
| Roberta     | S | S         | S         | S         | E         |           | S         | E         | Eliminata | Eliminata | Eliminata |
| Giorgio     | S | S         | S         | S         | S         | S         | E         | Eliminato | Eliminato | Eliminato | Eliminato |
| Nicolò      | S | S         | S         | S         | S         | E         | Eliminato | Eliminato | Eliminato | Eliminato | Eliminato |
| Gianni      | S | S         | S         | E         | Eliminato | Eliminato | Eliminato | Eliminato | Eliminato | Eliminato | Eliminato |
| Petra       | S | S         | E         | Eliminata | Eliminata | Eliminata | Eliminata | Eliminata | Eliminata | Eliminata | Eliminata |
| Desia       | S | E         | Eliminata | Eliminata | Eliminata | Eliminata | Eliminata | Eliminata | Eliminata | Eliminata | Eliminata |
| Giacomo     | E | Eliminato | Eliminato | Eliminato | Eliminato | Eliminato | Eliminato | Eliminato | Eliminato | Eliminato | Eliminato |

Legenda
|   | Significato |
| - | --- |
| V | Questo concorrente vince la sfida salvezza e si aggiudica la qualificazione alla prossima puntata               |
| V | Questo concorrente si aggiudica il bracciale dell'immunità, e non può essere eliminato nella puntata successiva |
| S | Questo concorrente è salvo alla sfida salvezza                                                                  |
| S | Questo concorrente è salvo vincendo la prova salvezza                                                           |
| S | Questo concorrente è salvo attraverso il percorso a eliminazione                                                |
| I | Questo concorrente è immune nella puntata                                                                       |
| E | Questo concorrente è arrivato ultimo al percorso di eliminazione ed è stato eliminato                           |